# Nederlandske gylden
Gylden (nederlandsk gulden, symbol ƒ, forkortelse fl. eller 'NLG') var en møntenhed, som brugtes i Nederlandene indtil 1. januar 2002, hvor den blev erstattet af euroen.

## Etymologi og symbol
Det nederlandske navn gulden kommer af nederlandsk gulden florijn (gylden florin), opkaldt efter den florentinske mønt florino d'oro.
Dette forklarer oprindelsen symbolet ƒ eller forkortelsen fl. for gylden. Disse refererer til bynavnet Firenze (forældet nederlandsk: Florentië).

## Historie
Gylden kan føres tilbage til Firenze, hvor den første vigtige guldmønt (den gyldne florin) prægedes fra 1252.
I det nuværende Nederlandene sendte grev Willem V af Holland i 1378 den hollandske gylden i omløb.
1. januar 2002 erstattede euroen gylden. Fra 28. januar 2002 har gylden ikke længere været et gyldigt betalingsmiddel i Nederlandene. I de Nederlandske Antiller fortsatte man dog med gylden som møntfod, og efter opløsningen af Antillerne som administrativ enhed anvendes gylden fortsat på Curaçao og Sint Maarten.

## Efter 2002
Ved omregning fra gylden (NLG) til euro (EUR) anvendes en på forhånd vedtaget fastfrosset kurs på NLG 2,20371 NLG for EUR 1,00. (Eller omvendt EUR 0,453780 NLG 1,00).